# Wolfram Wuttke
Wolfram Wuttke (Castrop-Rauxel, 17 novembre 1961 – Lünen, 1º marzo 2015) è stato un calciatore tedesco, di ruolo centrocampista offensivo.
È morto nel 2015 all'età di 53 anni, per complicazioni dovute ad una cirrosi epatica.

## Caratteristiche tecniche
È stato un giocatore talentuoso, individualista; rapido e scaltro con il pallone tra i piedi.

## Carriera

### Club
Giocò tra 1979 il 1993 299 partite impreziosite da 66 reti in Bundesliga. Dal 1990 al 1992 militò in Spagna all'Espanyol.

### Nazionale
Con la Germania Ovest giocò tra il 1986 e il 1988 4 partite segnando una rete. Partecipò al campionato d'Europa 1988 e alle olimpiadi di Seul 1988, dove ha conquistato la medaglia di bronzo.

## Palmarès

### Club
- Coppa di Germania: 1

1990

### Nazionale
- Bronzo olimpico: 1

Seul 1988